# Мшанка (приток Льняной)
Мшанка — река в России, протекает в Окуловском районе Новгородской области. Устье реки находится в 15 км по левому берегу реки Льняная. Длина реки составляет 24 км.
В реку справа впадает много малых притоков: Верхний, Ярусовский, Нижний, Тальцы, Крутой, Клокина.
На берегу реки стоят деревни Каёво, Поддубье (Окуловский район) и Заречная.

## Данные водного реестра
По данным государственного водного реестра России относится к Балтийскому бассейновому округу, водохозяйственный участок реки — Мста без р. Шлина от истока до Вышневолоцкого г/у, речной подбассейн реки — Волхов. Относится к речному бассейну реки Нева (включая бассейны рек Онежского и Ладожского озера).
Код объекта в государственном водном реестре — 01040200212102000021077.